# Fahrudin Omerović
Fahrudin Omerović (ur. 26 sierpnia 1961 w Doboju) – piłkarz bośniacki grający na pozycji bramkarza. Posiada także obywatelstwo tureckie, które otrzymał przybierając imię i nazwisko Fahrettın Ömerlı.

## Kariera klubowa
Karierę piłkarską Omerović rozpoczął w bośniackim klubie Sloboda Tuzla. W sezonie 1980/1981 zadebiutował w jego barwach w pierwszej lidze jugosłowiańskiej, a już od następnego był podstawowym bramkarzem Slobody. Największy sukces z tym klubem Fahrudin osiągnął w 1983 roku, gdy wygrał Puchar Intertoto i awansował ze Slobodą do Pucharu UEFA.
Latem 1984 roku Omerović przeszedł do czołowego jugosłowiańskiego klubu, Partizana Belgrad i zastąpił w bramce Ranko Stojicia, który odszedł do Dinama Zagrzeb. W 1986 roku wywalczył z Partizanem swój pierwszy w karierze tytuł mistrza Jugosławii, a w 1987 roku powtórzył to osiągnięcie. Z kolei w 1989 roku zdobył Puchar Jugosławii, a w 1992 sięgnął po niego po raz drugi. Sezon 1991/1992 był ostatnim dla Bośniaka w barwach Partizana, dla którego rozegrał 238 spotkań.
Latem 1992 roku Fahrudin przeszedł do tureckiego Kocaelisporu. W tureckiej lidze zadebiutował 23 sierpnia w wygranym 7:2 domowym spotkaniu z Kayseri Erciyessporem. W Kocaelisporze był pierwszym bramkarzem i grał tam wraz z innymi graczami z byłej Jugosławii, Miško Mirkoviciem i Stevicą Kuzmanovskim. W 1993 roku zajął 4. miejsce w lidze i przyczynił się do awansu klubu do Pucharu UEFA.
Na początku 1996 roku Omerović odszedł z Kocaelisporu do İstanbulsporu. Swój debiut w stambulskim klubie zaliczył 28 stycznia w meczu z Eskişehirsporem (2:1). W İstanbulsporze grał do 1998, kiedy zdecydował się zakończyć sportową karierę.
| Sezon   | Klub            | Kraj       | Rozgrywki             | Mecze | Bramki |
| ------- | --------------- | ---------- | --------------------- | ----- | ------ |
| 1980/81 | Sloboda Tuzla   | Jugosławia | Prva liga Jugoslavije | 5     | 0      |
| 1981/82 | Sloboda Tuzla   | Jugosławia | Prva liga Jugoslavije | 24    | 0      |
| 1982/83 | Sloboda Tuzla   | Jugosławia | Prva liga Jugoslavije | 31    | 0      |
| 1983/84 | Sloboda Tuzla   | Jugosławia | Prva liga Jugoslavije | 34    | 0      |
| 1984/85 | FK Partizan     | Jugosławia | Prva liga Jugoslavije | 33    | 0      |
| 1985/86 | FK Partizan     | Jugosławia | Prva liga Jugoslavije | 34    | 0      |
| 1986/87 | FK Partizan     | Jugosławia | Prva liga Jugoslavije | 34    | 0      |
| 1987/88 | FK Partizan     | Jugosławia | Prva liga Jugoslavije | 28    | 0      |
| 1988/89 | FK Partizan     | Jugosławia | Prva liga Jugoslavije | 26    | 0      |
| 1989/90 | FK Partizan     | Jugosławia | Prva liga Jugoslavije | 25    | 0      |
| 1990/91 | FK Partizan     | Jugosławia | Prva liga Jugoslavije | 29    | 0      |
| 1991/92 | FK Partizan     | Jugosławia | Prva liga Jugoslavije | 29    | 0      |
| 1992/93 | Kocaelispor     | Turcja     | Süper Lig             | 30    | 0      |
| 1993/94 | Kocaelispor     | Turcja     | Süper Lig             | 30    | 0      |
| 1994/95 | Kocaelispor     | Turcja     | Süper Lig             | 31    | 0      |
| 1995/96 | Kocaelispor     | Turcja     | Süper Lig             | 2     | 0      |
| 1995/96 | İstanbulspor AŞ | Turcja     | Süper Lig             | 17    | 0      |
| 1996/97 | İstanbulspor AŞ | Turcja     | Süper Lig             | 9     | 0      |
| 1997/98 | İstanbulspor AŞ | Turcja     | Süper Lig             | 9     | 0      |

## Kariera reprezentacyjna
W reprezentacji Jugosławii Omerović zadebiutował 27 maja 1989 w przegranym 0:1 towarzyskim meczu z Belgią. W 1990 roku został powołany przez selekcjonera Ivicę Osima do kadry na Mistrzostwa Świata we Włoszech. Tam był rezerwowym dla Tomislava Ivkovicia i nie rozegrał żadnego spotkania. Łącznie w kadrze Jugosławii wystąpił 8 razy. Natomiast w 1996 roku Fahrudin zaliczył 3 mecze w reprezentacji Bośni i Hercegowiny.
Jest najstarszym piłkarzem w historii reprezentacji BiH (38 lat i 242 dni).